# Стена (роман, 2012)
«Стена» — роман 2012 года, написанный Владимиром Мединским. Роман вызвал полярные отзывы критиков — как положительные, так и резко отрицательные. В 2016 году по мотивам романа был снят фильм.

## Основа
В феврале 2012 года «Олма медиа групп» выпустила первое художественное произведение Мединского — приключенческий роман «Стена» о событиях Смутного времени. Выход книги был приурочен к двухсотлетию победы в Отечественной войне 1812 года и 400-й годовщине Московской битвы, в которой силы Второго народного ополчения нанесли поражение войску гетмана Ходкевича, — поворотного события Смуты. Центральной частью повествования стала оборона Смоленска, осаждённого войсками польского короля Сигизмунда III во время Русско-польской войны 1609—1618 годов. Перед отправкой в печать книга проходила рецензирование доктора исторических наук, ведущего научного сотрудника Института российской истории РАН Людмилы Морозовой и представителей Русской православной церкви — руководителя издательства Московской патриархии Владимира Силовьева и профессора Московской духовной академии Андрея Кураева.

### Экранизация
4 ноября 2016 года на телеканале «Россия-1» состоялась премьера трёхчасовой экранизации романа, снятой режиссёром Дмитрием Месхиевым. Незадолго до премьеры Мединский просил убрать свою фамилию из титров, поскольку, по его оценке, это авторский фильм Месхиева, а к роману фильм имеет «крайне отдалённое отношение». Режиссёр Месхиев и Мединский после обсуждения всё же достигли согласия, что это не прямая экранизация, а фильм по мотивам романа «Стена», о чём и указано в титрах. По мнению кинокритиков после предпремьерного показа, с которыми согласен также личный представитель Мединского Владислав Кононов, на телеэкране состоялся эпический провал: «Фильм затянутый, вялый, скучный, с неестественной игрой актёров». Министерство культуры РФ к фильму не имеет отношения, и не субсидировало его; по официальным данным — «ни копейки бюджетных денег в фильме нет».

## Критика
Спустя две недели после выхода роман занял вторую строчку в сводке продаж художественной литературы магазина «Библио-Глобус» и четвёртую в категории русской литературы Московского дома книги. Осенью 2013 года режиссёр Олег Кузьмищев открыл 234-й театральный сезон Смоленского государственного драматического театра спектаклем по мотивам «Стены».
Критики романа «Стена» обратили основное внимание на художественный стиль произведения. Обозреватель журнала «Эксперт» Михаил Визель отметил поверхностных, нарочито положительных и нарочито отрицательных персонажей и вольное обращение автора с сюжетными линиями. В очерке для журнала «Профиль» литературный критик Роман Арбитман со скепсисом отнёсся к патриотическому пафосу романа и повторяющимся сравнениям России с «Западом», частым аллюзиям на современную культуру и многократно использованному Мединским художественному приёму — цитатам из советского кинематографа и русской литературы (и даже публичных выступлений президента России Владимира Путина) в качестве реплик героев. Как отмечает Арбитман, один из героев романа старец Савватий буквально говорит словами Владимира Путина: «Везде супостатов преследовать будем. На дороге — так на дороге. А ежели в сральне поймаем, так и в сральне загубим, в конце концов». В 2014 году, сразу после визита Мединского в Саратов, Арбитман был уволен из «Саратовской областной газеты», культурным обозревателем которой он служил много лет. По его утверждениям, это увольнение прямо связано с опубликованной двумя годами ранее, в марте 2012 года, рецензией на книгу Мединского.